# Kostel Povýšení svatého Kříže (Rajhrad)
Římskokatolický kostel Povýšení svatého Kříže se nachází v centru města Rajhrad při hlavní Masarykově ulici v blízkosti Základní školy T. G. Masaryka Rajhrad a Městského úřadu Rajhrad. Jedná se o barokní stavbu, která vznikla přestavbou a částečnou novostavbou na místě původního rajhradského farního kostela. Autorem projektu je z největší pravděpodobností český architekt italského původu Jan Blažej Santini-Aichel. Ačkoliv byl návrh zřejmě vyhotoven již kolem roku 1720, přestavba kostela byla realizována až v letech 1765–1766. Tak se také stalo, že objednavatelem projektu byl probošt benediktinského proboštství v Rajhradě Antonín Pirmus (1709–1744), ale stavebníkem jeho pozdější nástupce Otmar Konrád (1764–1812).
Kostel je chráněn jako kulturní památka České republiky a je farním kostelem rajhradské farnosti.

## Historie

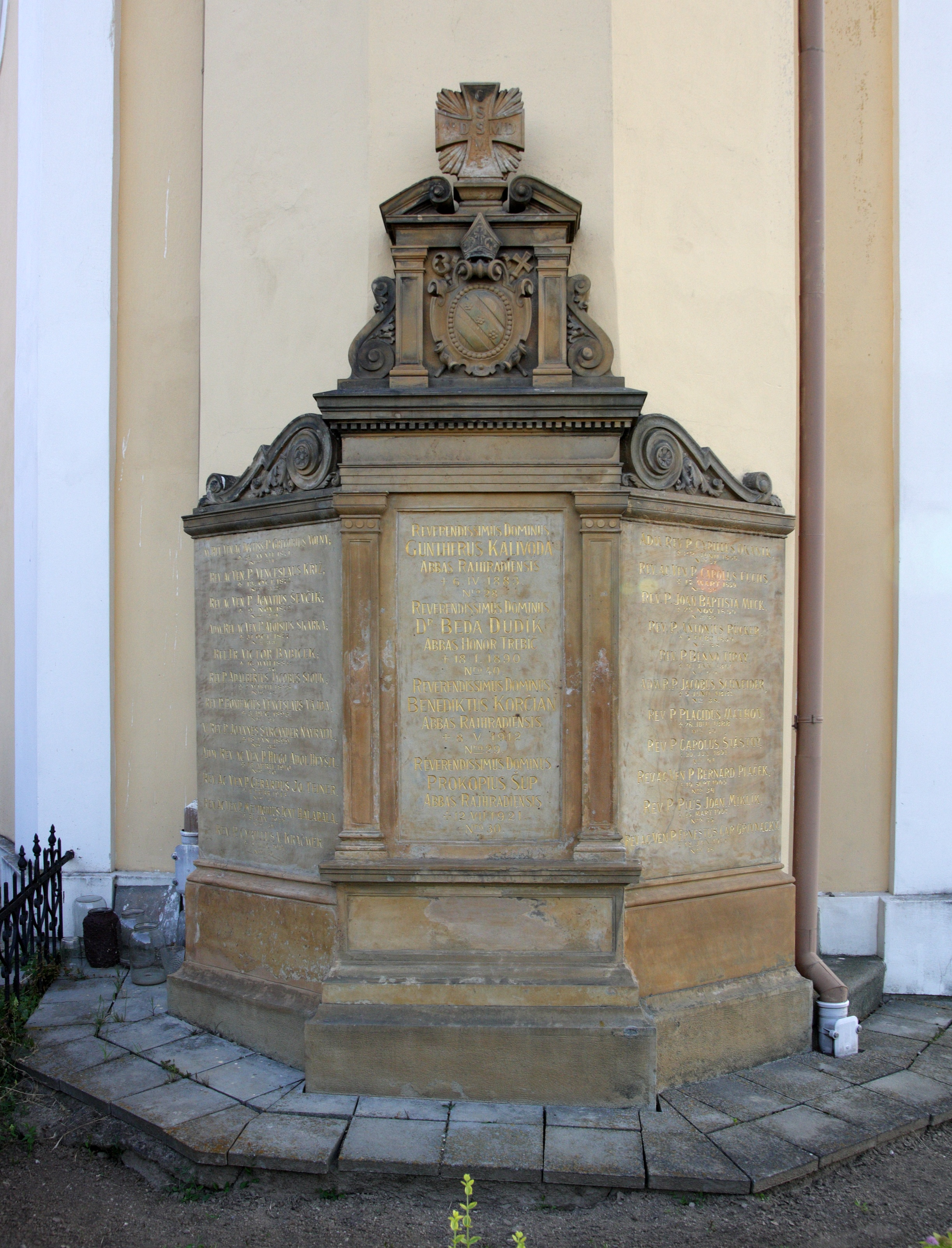
Epitaf benediktinů u mnišských hrobů na rajhradském hřbitově.

10. listopadu 1330 povolil olomoucký biskup Jindřich Berka z Dubé a Lipé zřídit ve vsi Rajhradě kapli, kterou zasvětil Povýšení sv. Kříže. Kaple vznikla z důvodu častých záplav, kterými řeka Svratka sužovala oblast při jarních oblevách a větších deštích. Farníkům z Rajhradu, Čeladic, Popovic, Holasic, Syrovic a Sobotovic tak znemožňovala účast na bohoslužbách v klášterním kostele sv. Petra a Pavla v benediktinském opatství v Rajhradě, jenž zároveň sloužil jako farní kostel. Bohoslužebné úkoly spojené se křty, svatbami či pohřby se však nadále konaly v klášterním kostele. V 16. století nechali kapli opravit probošti Jan III. a Matyáš z Tachova. V 17. století byla stavba vážně poničena nejdříve během vpádu Švédů roku 1645 a posléze tureckými vojsky roku 1663. Roku 1682 byl za kostelem zřízen nový hřbitov, na němž se začalo od roku 1691 pohřbívat. Zničenou kapli obnovil mezi lety 1682–1683 probošt Celestin Arlet a dal ji zvětšit. Stavba byla hrazena z Arletových prostředků, který tak učinil na výraz díků za vyléčení z těžké nemoci a za uchránění Rajhradu před morovou epidemií, jejíž vlna zasáhla Moravu mezi lety 1675–1676.
Výslednou podobu, závislou s největší pravděpodobností na projektu vyhotoveném architektem italského původu Janem Blažejem Santinim-Aichelem získal kostel mezi lety 1765–1766 za probošta Otmara Konráda. Po dokončení přestavby byl kostel dne 10. dubna 1767 povýšen olomouckým biskupem Maxmiliánem z Hamiltonu na farní. Tento status si uchovává dodnes. Biskupským dekretem z roku 1770 bylo umožněno konat farní úkony jak ve farním kostele Povýšení sv. Kříže, tak v benediktýnském klášterním kostele. Okolo kostela se nachází hřbitov, na němž je u východní strany kostela pomník zemřelým benediktinům z roku 1880, kde jsou pochováni opati a významní vědci, například dr. Beda Dudík, dr. Gregor Wolný či dr. Pavel Vychodil. Roku 1887 byl nad sakristií dodatečně přistavěn depozitář, z něhož od roku 1897 vede okno do presbytáře. Koncem devadesátých let minulého a v prvním desetiletí tohoto století proběhla oprava fasády, oprava střechy a interiérů a pořízen nový obětní stůl, sedes a ambona.

## Popis

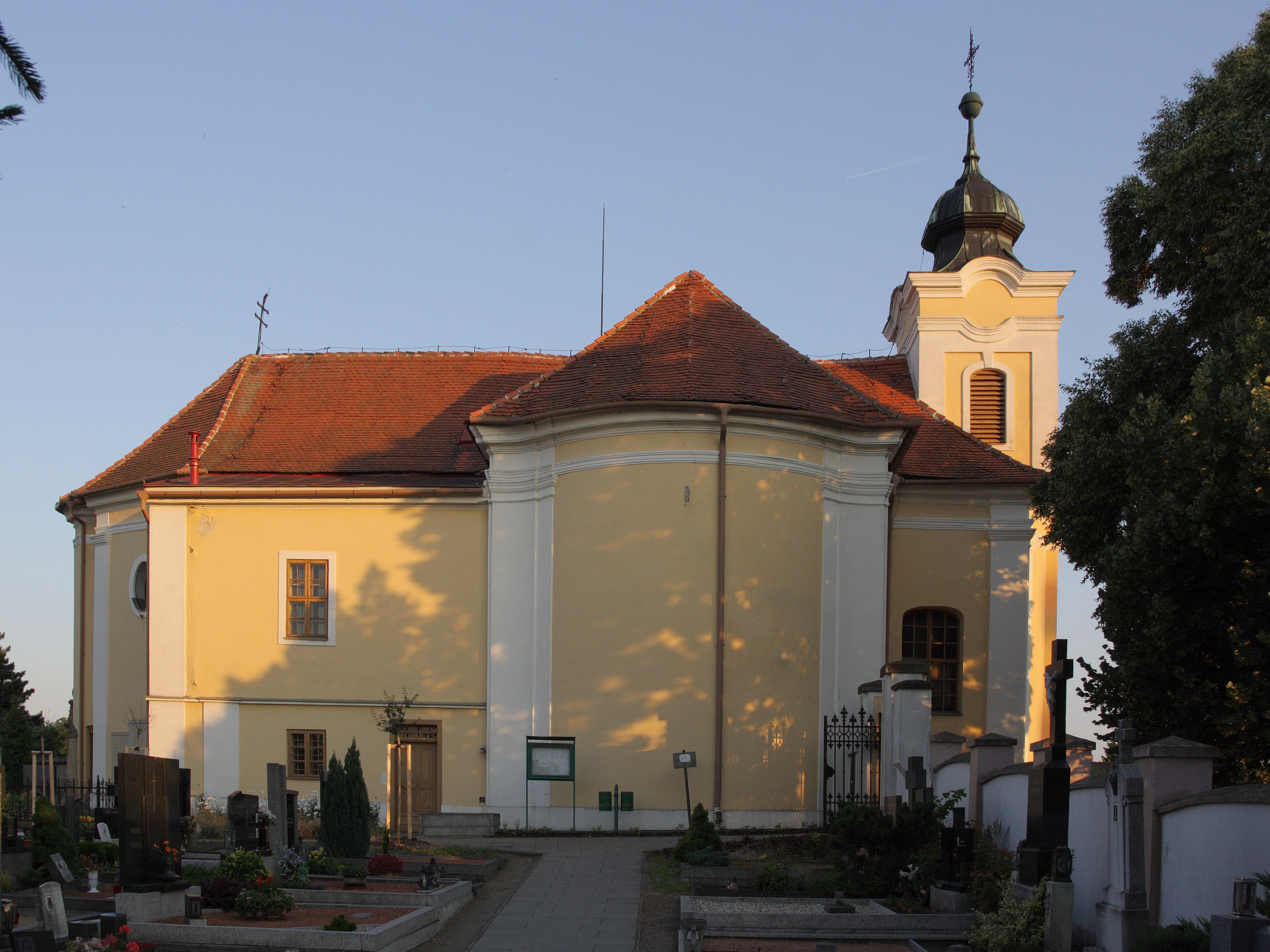
Severní strana kostela

Jedná se o stavbu založenou na půdorysu řeckého kříže s dvojnásobně protaženým východním ramenem zakončeným presbytářem. Severní a jižní rameno jsou do čtverce kříže jakoby „zasunuta“ asi třetinou své hloubky. Západní rameno nese osově posazenou věž a je opatřeno vstupem. Klenby ramen jsou složené; východní rameno je zaklenuto neckovou klenbou s dvěma páry vložených lunetových výsečí, do závěru presbytáře je vložena výseč klenby báňovitého typu, prostor křížení je sklenut velkou plackou. Kostel je osvětlen třemi páry oken, jedním oknem situovaným v průčelí a dvěma kruhovými světlíky v oblasti kněžiště. K severní stěně presbytáře přiléhá obdélná sakristie. V kostele se nachází hrobka, dnes je prázdná a ostatky z ní byly přeneseny na hřbitov. Koncepce půdorysu a fasády stavby je obměnou půdorysného řešení kostela sv. Václava ve Zvoli, kde sice také není Santiniho autorství explicitně doloženo, ale existuje pro něj řada přesvědčivých argumentů.

## Exteriér

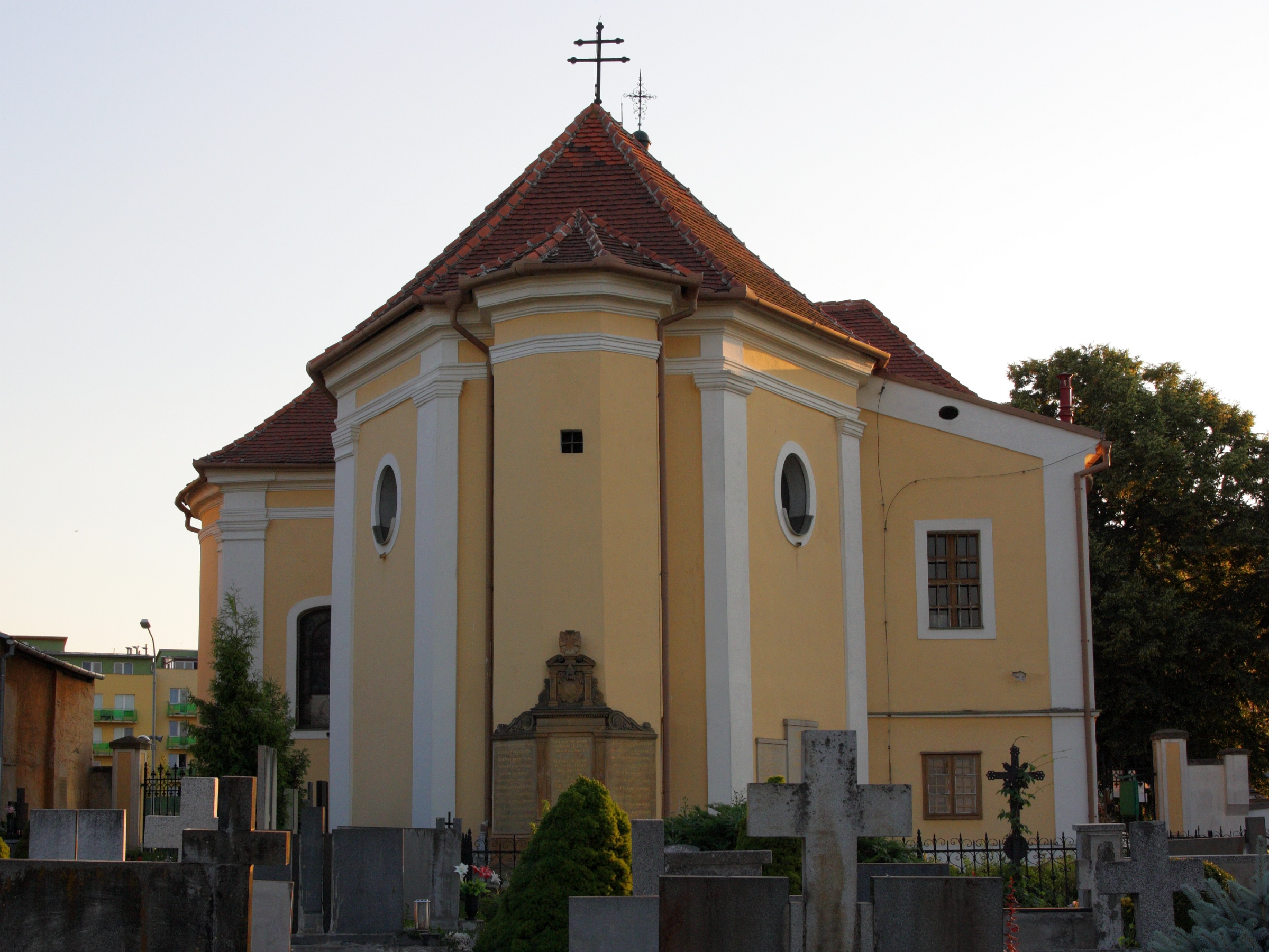
Pohled na presbytář

Fasáda kostela je řešena podobně, jako je tomu u kostela sv. Václava ve Zvoli, jehož podoba byla pravděpodobně též navržena architektem Santinim. Ploché stěny jsou členěny římsko-dórskými pilastry a průběžným kladím. Rámování a plochy jsou v současném vzhledu kostela barevně odlišeny; pilastry a kladí jsou provedeny bíle, volné plochy žlutou barvou. Nároží armují pilastrové srostlice, jež jsou z části konvexně probrané. Čela příčných ramen se konvexně vydouvají. V průčelí ve středu konvexně vydutého pole vystupuje mělký, přímý rizalit, jenž je zakončen tříbokým frontonem. Nad ním se zvedá osová věž, která patrně nebyla součástí původního Santiniho plánu, ale byla doplněna druhotně, při realizaci stavby. Na půdě nasedá na mohutné pasy, které regulují rozložení tlaků.

## Interiér
Členění stěn a kleneb se omezuje na jednoduché geometrické formy, ploché a linearizované. Hlavní oltář na východní straně presbytáře je zasvěcen Povýšení sv. Kříže. Krista na kříži obklopují sochy Panny Marie a sv. Jana Evangelisty. Výzdoba oltáře je koncipována jako dvanácté zastavení. Stejně tak jsou do křížové cesty zasazeny dva boční oltáře, jež se nacházejí v příčných ramenech kostela. Na severní straně se nachází oltář zasvěcený Bolestné Matce Boží, který představuje třinácté zastavení, jižní stranu zdobí oltář s Kristovým hrobem, který křížovou cestu uzavírá. Veškerá sochařská výzdoba je dílem brněnského sochaře Jana Adama Nesmanna. Zbytek křížové cesty je tvořen klasicky v podobě obrazů zavěšených na stěně. Rámy obrazů pocházejí z roku 1772, obrazy byly vyhotoveny ve třicátých letech 20. století a jsou dílem akademického malíře Jana Köhlera. Ten je také autorem výmalby kostela z roku 1934. Hlavní kupoli zdobí ve cviklech čtyři malby českých světců sv. Ludmily, sv. Václava, sv. Anežky České a sv. Prokop, po stranách jsou na klenbách bočních ramen vyobrazeni vpravo sv. Vojtěch a vlevo sv. Jan Sarkander. Ostatní části klenby zdobí geometrické či florální obrazce okrové, hnědě a červené barvy, stěny interiéru pokrývá světle okrový nátěr. V kruhových oknech po stranách hlavního oltáře se nacházejí vitráže zobrazující moravské patrony sv. Cyrila a Metoděje z roku 1889. V dalších oknech je vyobrazena Svatá Rodina vyhotovená k roku 1895 či Povýšení svatého Kříže osazené roku 1903. Vitráže jsou dílem sklenářského závodu Benedikta Škardy v Brně. Mramorování oltáře a kazatelny je dílem Josefa Havelky. Čelní stranu kůru je zdobí dvojitým znakem rajhradského benediktýnského kláštera, jenž vyjadřuje patronát opata nad kostelem. Pod kůrem se u hlavního vstupu nacházejí dvě sošky světců, sv. Josefa a sv. Antonína. Na výzdobě kostela se podíleli malíři a pozlacovači z Brna a rajhradští občané, ozdoby na svatostánku provedl židlochovický sochař Jan Stern.